# 红棕肋毛蕨
红棕肋毛蕨（学名：Ctenitis aureovestita）为叉蕨科肋毛蕨属下的一个种。

## 扩展阅读
- 維基物種上的相關：红棕肋毛蕨